# Hermengardis Rossa
Hermengardis Rossa SSpS (* 2. Januar 1902 in Dembowa, Gemeinde Reinschdorf, Oberschlesien; † 6. Februar 1944 in der Bismarcksee) war eine deutsche Steyler Missionsschwester und Märtyrin.

## Leben
Marie Rossa, ältestes von 5 Kindern eines Maurers, trat am 24. Oktober 1928 im Alter von 26 Jahren in Ratibor in das Missionshaus der Steyler Missionsschwestern ein und begann am 6. Juli 1929 im Kloster St. Koloman in Stockerau das Noviziat unter dem Ordensnamen Hermengardis (Variante von Irmgard). In Stockerau legte sie am 6. Juli 1931 ihre Zeitlichen Gelübde ab. Entsprechend ihrer Begabung machte sie eine Lehrerinnenausbildung und verbrachte ab dem 19. September 1934 zur Vorbereitung auf die Auslandsmission drei Jahre in Techny in den  Vereinigten Staaten, wo sie am 6. Januar 1937 die Ewigen Gelübde ablegte. Von dort reiste sie zusammen mit Adelaide Kötter vom 4. August 1937 bis zum 10. Oktober nach Alexishafen in die Papua-Neuguinea-Mission.
Nach der Besetzung Neuguineas durch die japanischen Invasionstruppen 1942 wurde sie zusammen mit Bischof Franziskus Wolf und zahlreichen Mitbrüdern und Missionsschwestern in einem Sammellager auf Manam interniert, wo sie an Unterernährung litten und an Malaria erkrankten. Am 5. Februar gingen sie unter Protest auf das japanische Transportschiff Yorishime Maru, das am 6. Februar nachts von der amerikanischen Luftwaffe angegriffen wurde. Es starben 46 Menschen, darunter Hermengardis Rossa. Eine Gedenkstätte befindet sich in Alexishafen.

## Gedenken
Die Römisch-katholische Kirche in Deutschland hat Schwester Hermengardis Rossa als Märtyrin in das deutsche Martyrologium des 20. Jahrhunderts aufgenommen.